# 韋康
韋 康（い こう、? - 213年）は、後漢末期の人物。字は元将。本貫は司隷京兆尹杜陵県。父は韋端。弟は韋誕。『三国志』魏志「荀彧伝」注などに記録がある。

## 概要
曹操軍の荀彧の推挙を受けて世に出た人材の一人。孔融は、韋康・韋誕兄弟と会った時の印象を手紙で父の韋端に伝えていた。それによると、韋康のことを「底知れぬ才能が輝き渡り、度量大きく、意志強く世に優れた人材」と賞し、また兄弟合わせて「ドブガイからとれた二つの真珠」と称えたという。
父が涼州牧から召されて太僕になると、代わって涼州刺史となった。楊阜を別駕に採り立て重用し、後に楊阜が中央に召された時も、慰留した上で参軍として自らを輔佐させた。別駕には閻温を任命し、上邽県令の職務も代行させている。
建安17年（211年）、潼関の戦いにおいて曹操に大敗した馬超は上邽に逃亡し、任養らに迎え入れられた。閻温はこれを止めようとしたがついにできず、韋康のもとに身を寄せた。馬超は次第に勢力を巻き返し、建安18年（212年）には、冀城を除くほとんどの郡県が馬超に呼応するに至った。韋康は冀城において、楊阜や郡太守達と共に立て籠ったが、やがて馬超の大軍に包囲された。韋康は閻温を城外に出し、長安の夏侯淵に援軍を求めさせようとしたが、閻温は馬超の捕虜となり、殺害されてしまった。
包囲は8か月にも及んだが、曹操軍の援軍は来なかった。また馬超の攻撃が激しく、城内の人々は飢えに苦しんでおり、韋康は彼らの辛苦を憐れんだ。そこに閻温の死が重なり、色を失った韋康と太守は降伏の意を抱くようになった。そしてついに楊阜の反対を押し切って、馬超に和議を請い、城門を開いて降伏した。しかし馬超は、援軍として来ていた張魯軍の楊昂に、韋康と郡太守達を殺害させてしまった。涼州の人々はこれを悼み、感憤したという。夏侯淵は最終的に救援に向かったものの、その頃には韋康はすでに死亡していた。そして、冀城から200里余り離れた地点で馬超の迎撃を受け、劣勢となり、さらにそこへ汧県の氐族の反乱が重なったため、撤退した。